# Agamemnon Schliemann

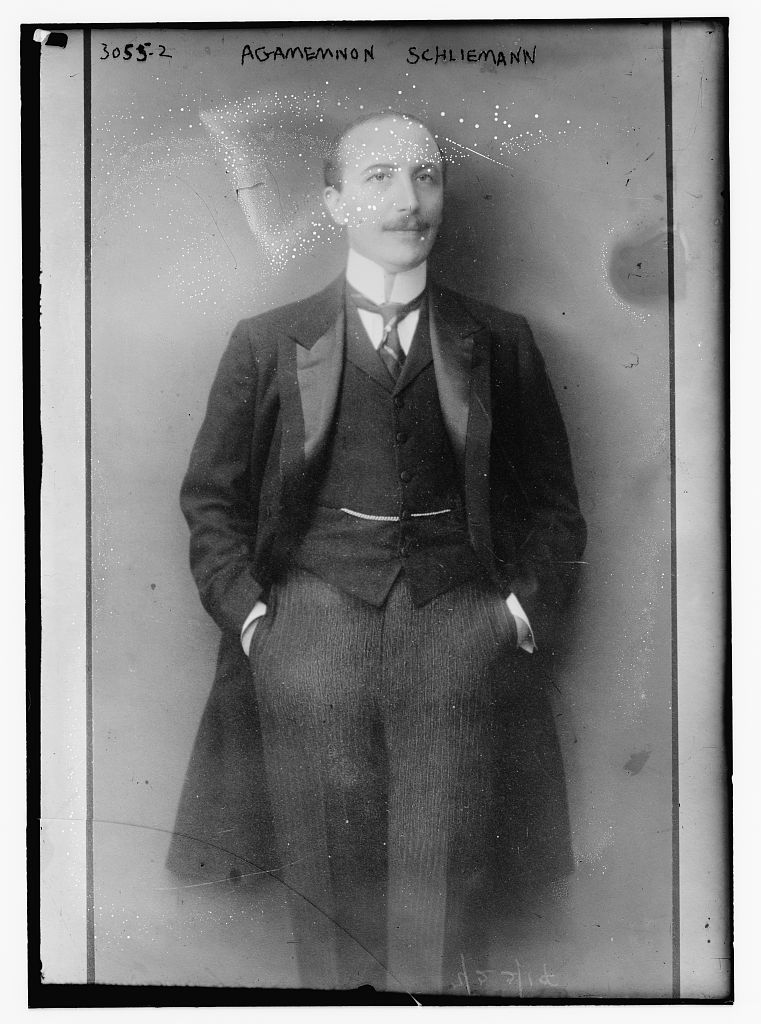
Agamemnon Schliemann

Agamemnon Schliemann (griechisch Αγαμέμνων Σλήμαν, * 16. März 1878; † 1954 in Paris) war ein griechischer Politiker und Diplomat.

## Leben
Agamemnon Schliemann war ein Sohn Heinrich Schliemanns aus dessen zweiter Ehe mit Sophia Engastroménou. Bei seiner Taufe im Mai 1878 in Athen wäre es fast zu einem Eklat gekommen, weil Heinrich Schliemann ein Thermometer in das schon geweihte Wasser hielt, in das das Kind nach orthodoxem Ritus dreimal eingetaucht werden musste. Im Alter von zwölf Jahren verlor Agamemnon Schliemann seinen Vater. Er studierte in Paris und wurde promoviert. Am 21. Juni 1902 traf er an Bord der La Savoie von Le Havre kommend in Begleitung der erst sechzehnjährigen Nadine de Bornemann in New York ein, um sie dort zu heiraten. Nadine de Bornemann hatte dänische und britische Vorfahren, war aber in Paris aufgewachsen.
Zwei Jahre vor dieser Einreise hatte Agamemnon Schliemann während eines Besuchs in den USA die amerikanische Staatsbürgerschaft angenommen, was möglich war, weil sein Vater sie ebenfalls besessen hatte. Familienangehörige der jungen Leute versuchten von Paris aus die Eheschließung des Paares, die nach französischem Recht problematisch gewesen wäre, zu verhindern. Als das Schiff noch am Quarantänekai lag, wurde das Paar zunächst an Bord festgehalten. Nachdem sich jedoch herausgestellt hatte, dass Agamemnon Schliemann Amerikaner war, durfte er mit seiner Freundin das Schiff verlassen, das Gepäck ins Waldorf-Astoria transportieren lassen und sich selbst ins Büro von Coudert Brothers im Empire Building, 71 Broadway, begeben. Dort heiratete das Paar.
Agamemnon Schliemann hatte zu diesem Zeitpunkt wohl auch einen anderen Grund, Paris, wo er in der rue de Courcelles 32 wohnte, für einige Zeit den Rücken zu kehren: Nach einem Unfall am 16. März 1902, bei dem der Dichter und Journalist Narcisse Quellien ums Leben gekommen war, wurde Agamemnon Schliemanns Auto beschlagnahmt. Er forderte es nicht zurück. Schliemann hatte am Steuer gesessen und war mit voller Geschwindigkeit gefahren. Anfang 1914 wurde Schliemann, der in der griechischen Abgeordnetenkammer Larisa vertrat, Nachfolger von Lambros A. Koromilas, der nach Rom wechselte, als Botschafter in Washington, D.C. Die New York Times berichtete anlässlich dieser Ernennung auch über seine Besitztümer in Thessalien, die einen großen Teil seines Reichtums ausmachten.

Nach seiner Scheidung von Nadine geriet Agamemnon Schliemann in finanzielle Schwierigkeiten. Seine Mutter, Sophia Schliemann, verkaufte deshalb 1926 das Iliou Melathron an den griechischen Staat. Nadine Schliemann heiratete später den Politiker und Ministerpräsidenten Konstantinos Tsaldaris. 1937 überließen Agamemnon Schliemann und seine ältere Schwester Andromache Ernst Meyer das Recht, als Einziger Schliemanns Briefe herauszugeben. Zusammen mit Nikolaos Plastiras, Sophoklis Venizelos, Periklis Argyropoulos und Komninos Pyromaglou gründete Schliemann im Januar 1939 das Kampfkomitee gegen Ioannis Metaxas’ Staatsstreich des 4. August. Dieses gab eine Zeitung Eleftheria (Freiheit) heraus. Im Mai 1940 musste sich das Komitee nach Südfrankreich absetzen und löste sich auf.
Agamemnon Schliemann starb in Paris und wurde dort begraben, weil er selbst tot nicht mehr nach Griechenland zurückkehren wollte. Er hinterließ keine Kinder.